# Zhao Zhiqian
Zhao Zhiqian ou Chao Chih-ch'ien ou Tchao Tche-K'ien, surnom: Yifu et Huishu, nom de pinceau: Beian, est un peintre chinois du XIXe siècle originaire de Kuaiji 會稽, district de Shaoxing 紹興府, une ville du nord-est de la province du Zhejiang en Chine. Il est né le 9 juillet 1829 et mort le 1er octobre 1884.

## Biographie
Peintre de paysages et de fleurs. Littérateur, poète calligraphe, graveur de sceau et peintre de fleurs dans le style de Chen Shun (1483-1544) et de Li Shan.
Zhao Zhiqian est un peintre de fleurs remarquable. Garçon brillant et travailleur assidu, Zhao excelle aussi dans la calligraphie et la gravure de sceaux; à l'âge de vingt et un ans, il obtient le grade de bachelier après avoir réussi les examens de la fonction publique au niveau du district. Tout en continuant ses études, il se rend à Hangzhou et Shanghai pour vendre ses œuvres calligraphiques et ses peintures. Après avoir là encore, réussi les examens administratifs au niveau de la province et obtenu le grade de licencié local à Boyang, Fengxin, puis Nancheng (toutes trois dans l'actuelle province du Jiangxi, poste qu'il occupe jusqu'à sa mort.

## Approche de la peinture chinoise
À la dynastie des Yuan, Zhao Mengfu inscrit un poème sur une peinture de rochers et bambous, qui déclare en conclusion que calligraphie et peinture sont identiques. Les artistes ultérieurs ne partagent pas cette opinion, mais cultivent plutôt un style calligraphique personnel et distinctif, que reflètent naturellement leurs peintures. Shen Zhou, par exemple, qui modèle sa calligraphie sur celle de Huang Tingjian, réalise des œuvres avec les traits de pinceau audacieux et vigoureux qui caractérisent l'écriture de Huang. On trouve chez Wen Zhengming, Zhao Zhiqian et Wu Changshuo les mêmes similitudes entre style pictural et style calligraphique. Sur une peinture, l'inscription met en valeur et complète l'image. Les sceaux, où les caractères sont gravés dans un style calligraphique ancien, rehaussent pareillement la peinture.

## Influence de styles
Dans ses peintures de fleurs, Zhao Zhiqian s'appuie sur les styles de Chen Chun et Xu Wei de la dynastie des Ming, de Badashanren du début des Qing, et des Huit Excentriques de Yangzhou du milieu des Qing, pour créer son propre style. Depuis le milieu des Qing, un certain nombre de lettrés et de calligraphes favorisent le style calligraphique vigoureux des inscriptions gravées sur stèles de pierre de la dynastie des Wei du Nord, au détriment du style de calligraphie coquet et fragile en vogue à l'époque. Influencé par cette tendance, Zhao Zhiqian imprime une énergie non seulement à ses œuvres calligraphiques mais aussi à ses peintures. Il peint ses fleurs avec des coups de pinceau puissants, et elles débordent de vivacité et de force. Ses Pivoines sont peintes à l'encre épaisse, dans une large palette chromatique; comme ses autres œuvres, ce rouleau mural montre un style simple, sans affectation, qui exerce une forte influence sur les peintres ultérieurs.

## La peinture chinoise auXIXesiècle
L'histoire de la peinture chinoise du dix-neuvième siècle reflète celle de la Chine elle-même à cette période. L'époque connait la fin du règne effectif des Mandchous et l'ouverture à L'Occident, et elle est le cadre de la révolution, de la fin du vieil empire et de l'entrée de la Chine dans les temps modernes. En peinture aussi se manifestent des tensions entre tradition et innovation, entre style autochtones et étrangers, qui modèlent elles aussi une Chine moderne. Nombre de peintres influencent l'art au vingtième siècle, et ils incarnent, dans leurs vies et dans leurs créations, les profonds changements sociaux, économiques et culturels qui ont commencé au dix-neuvième siècle.

## Musées
- Beijing (Musée du palais impérial):
  - Pivoine, rouleau mural, encre et couleurs sur papier, dynastie des Qing. Ses dimensions en centimètres sont: 175,6x90,8.
- Shanghai:
  - Les falaises de Jishu, couleurs sur papier, rouleau en hauteur.